# Авдинка
Авдинка — посёлок в Уярском районе Красноярского края. Входит в состав Сучковского сельсовета.

## География
Посёлок находится в южной части края, в пределах Алтае-Саянского горнотаёжного района, при железнодорожной линии Уяр — Саянская, на расстоянии приблизительно 20 км (по прямой) к востоку-юго-востоку (ESE) от Уяра, административного центра района. Абсолютная высота — 337 м над уровнем моря.

### Климат
Климат характеризуется как резко континентальный, с продолжительной морозной зимой и коротким тёплым летом. Средняя температура воздуха самого тёплого месяца (июля) составляет 18,7 °C (абсолютный максимум — 38 °C); самого холодного (января) — −21 °C (абсолютный минимум — −48 °C). Продолжительность безморозного периода составляет в среднем 96 дней. Среднегодовое количество атмосферных осадков достигает 600 мм, из которых 317 мм выпадает в июле-августе.

## Население
| 2010 |
| ---- |
| 5    |

### Половой состав
По данным Всероссийской переписи населения 2010 года, в гендерной структуре населения мужчины составляли 60 %, женщины — соответственно 40 %.